# 江南二桥
江南二桥，又称新江南大桥，是浙江省舟山市的一座跨海大桥，是 526国道的一部分，位于岱山县境内，连接岱山岛和江南山，全长1008米，为中承式钢管混凝土杆拱桥，于2020年9月28日通车。